# 国家动物园 (美国)
国家动物园（英語：National Zoological Park），是美国历史最久的动物园之一。该园设立于1889年，现由史密森尼学会运营，对公众免费开放，其宗旨在于“提供有关动物的有趣体验，并分享关于拯救野生动物及生物的知识”。
国家动物园共有两片园区。其一位于华盛顿特区西北部的岩溪公园，占地面积为163英亩，从国家广场乘坐地铁的交通时间是20分钟 。另一片园区即史密森尼生物保护研究所（简称为SCBI），位于弗吉尼亚州弗兰特罗亚尔，占地面积为3200英亩。该园区内有180种乔木，850种灌木及草本植物，40种草类植物，36种竹类。SCBI为私立机构，用于培养野生动物保护领域的研究人员以及珍稀野生动植物的繁殖培育。国家动物园也是动物园和水族馆协会的会员单位。
上述两个园区内共有300个种类的1800只动物，其中约有五分之一为濒危动物，且绝大多数都饲养在岩溪公园园区内。动物园内重要的动物品种包括中国的大熊猫以及多种珍稀鸟类、大型猫科动物、亚洲象、两栖动物、爬行动物和小型哺乳动物等。SCBI则收养了30-40种濒危动物品种，并随时根据动物园及生物保护研究会的建议调整动物的种类。由于该动物园属于美国政府拨款运营的史密森尼学会，因此也具有浓厚的学术研究色彩。
国家动物园除圣诞节外，全年无休。华盛顿园区的开放时间为上午8点至晚上7点（冬季为下午5点关闭），展馆开放时间为上午9点至晚上6点（冬季为下午4点关闭）。

## 沿革

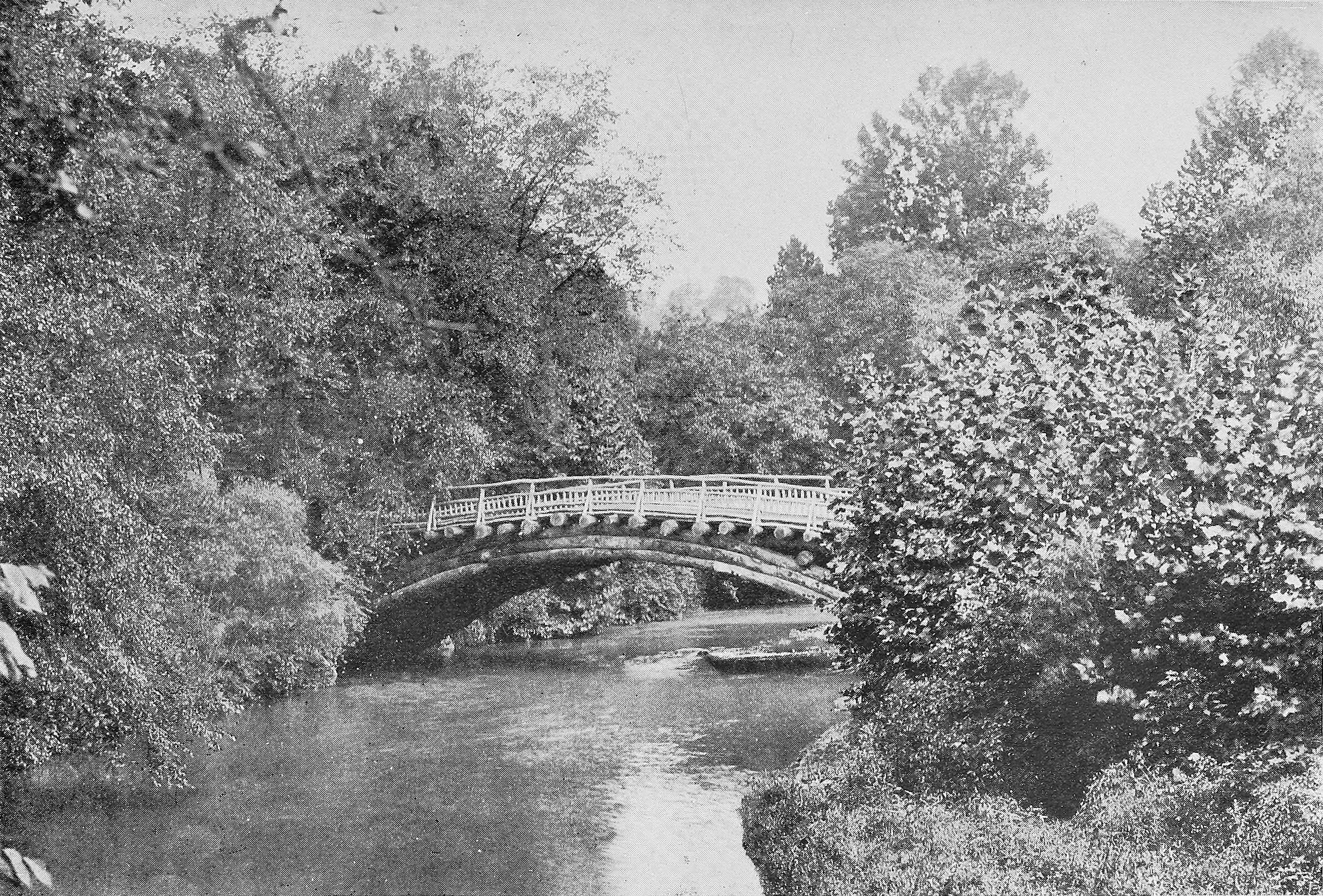
国家动物园内的拱桥，摄于1897年

1886年，国家博物馆活体动物部成立。1889年国会通过法案，为发展国民的科学、教育和娱乐，设立国家动物园。1890年，该动物园归史密森尼学会管理。在动物园的规划建设中，有三位专家做出了重大的贡献：史密森尼学会第三任会长萨缪尔·朗雷；史密森尼学会脊椎动物部门学者威廉·坦普尔·霍纳迪以及著名景观设计师弗里德里克·劳·奥尔姆斯特德。当动物园刚成立时，威廉霍纳帝担任园内185只动物的饲养员。专家们设计了全新的动物园以向公众展示动物，也用于保护大批濒临灭绝的北美洲野生动物，例如野牛、海狸等。

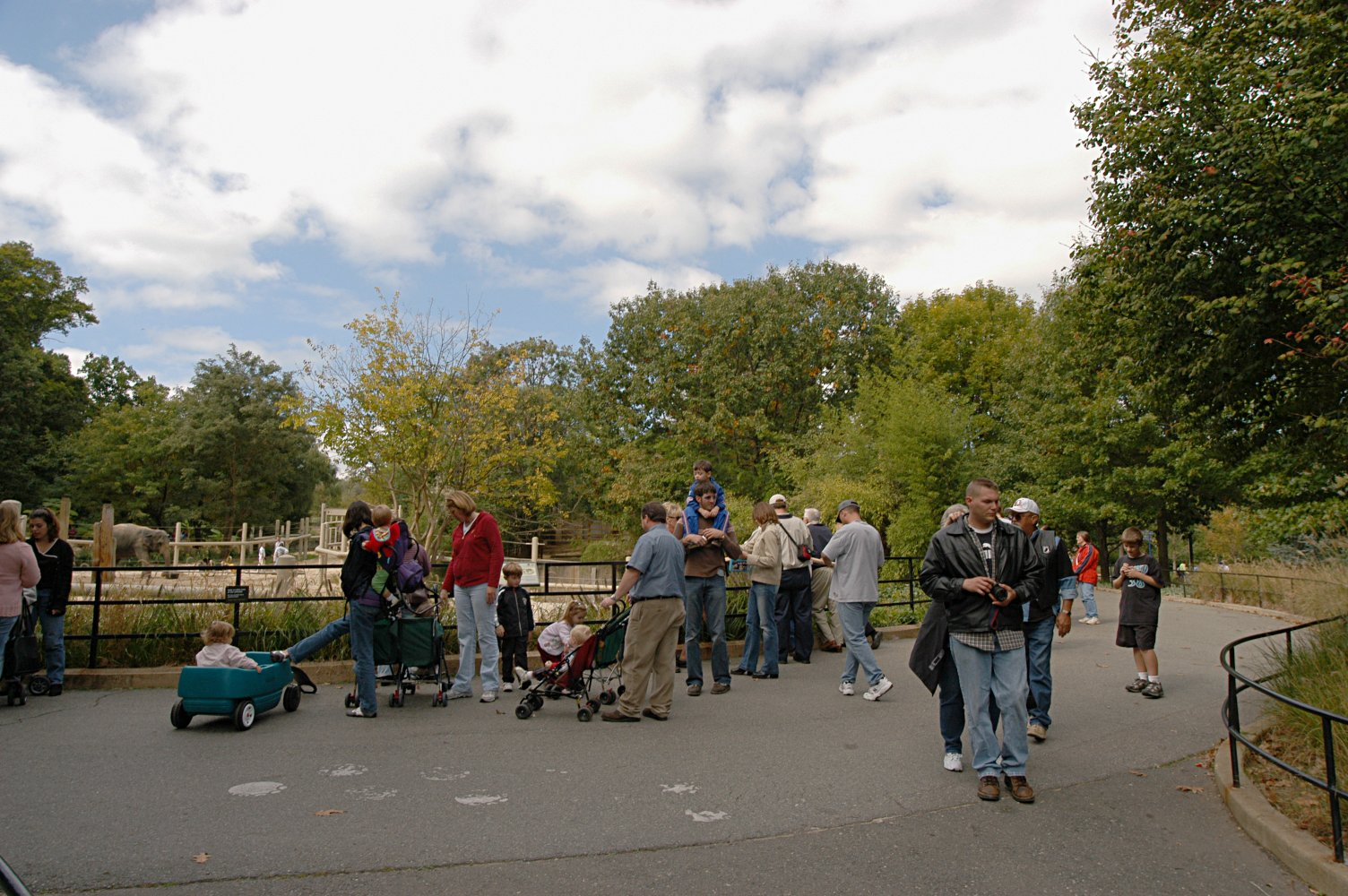
大象馆附近小径

在刚设立后的50年间，国家动物园也与其他动物园一样，主要关注对外展示个别罕见的动物种类。随着人类活动范围的扩大，北美洲大量野生动物遭到了猎杀和驱赶。1899年，堪萨斯州居民捕获了一头大角羊，赠送给了动物园。此后，动物园开始受到大众的欢迎和关注，尤其是园内的大象、老虎等动物都非常受欢迎。动物园的工作人员也开始着手关注对各类动物的长期管理和保护。
在1950年代，动物园首次聘用了一名全职的兽医，用以照顾园内动物的健康。1958年，“国家动物园之友”（缩写为FONZ）成立。市民游说组织成功地使国会通过法案，规定由史密森尼学会负责动物园的全部经费来源。在此之前，动物园的预算是由该学会与华盛顿特区分摊的。国会的这一决定确保了动物园运营资金的稳定来源，促进了动物园的快速发展。2006年，国会又追加了1460万美元的预算，用以改善园内设施。FONZ是一家非营利组织，其宗旨在于吸引公众对动物园的支持，招募志愿者，并加强社区对动物园的支持。它们也每年为动物园捐款400-800万美元。
在1960年代早期，动物园开始重点培育研究濒危物种。1965年，动物园设立了动物研究部门，重点研究动物繁殖、动物行为、生态学等，以更好地满足动物园内动物的需要。
1975年，动物园设立了野生动物保护研究中心（缩写为CRC）。2010年，该中心更名为史密森尼生物保护研究所（SCBI）。研究所位于弗吉尼亚，面积约3200英亩，饲养了蒙古野马、弯角剑羚、鬃狼、鹭鸶等珍稀动物，其主要从事动物的习性、种群关系、遗传学、畜牧业的研究以及动物学家的培养等。
2009年，为了将场地腾空改为大象馆，动物园内最后一头河马“欢喜”被转移到密尔沃基郡动物园。

## 现状
随着对动物园内动物习性和需求的知识的发展，动物园的建设也日益完善。如今，许多动物不再被隔离开饲养，而是采用群体杂居的方式。大熊猫、金獅面狨、 苏门答腊虎等珍稀动物都成功地培育出了幼仔，证明了动物园在动物保护和研究方面的成就。动物园的专家团队不仅在园内进行研究，同时也深入野外从事动物研究，其研究领域涵盖生态保护、生物多样性监测、兽医学、营养学、行为学、生态学和鸟类迁徙等。
动物园也提供多个教学活动以帮助学生、教师和居民增进对动物世界奥秘的探索。动物园还设计了一些特别课程供全球各地的野生动物专家进行研修，并建立了全球跨国动物保护的网络。动物园也积极应用互联网技术和多媒体视听技术来推广其各类项目。
园内後又开辟了亚洲动物区，饲养懒熊、浣熊、云豹等亚洲物种。开放于2013年的大象馆内有多头亚洲象。 
根据2017年动物园官网介绍，动物园每年接待参观者人数达230万人次，其官网浏览人数达700万次。
为了保障国家动物园的安全，美国国会特别通过法令，设立了国家动物园警察署（the National Zoological Park Police，缩写为NZPP）。该警察署也是华盛顿特区内五个具有完全警察职权的警署之一，并与首都警察部、美国联邦公园警察局、州政府、首都警察局、联邦调查局以及国防部有着紧密的合作。

## 园内动物

### 大熊猫馆

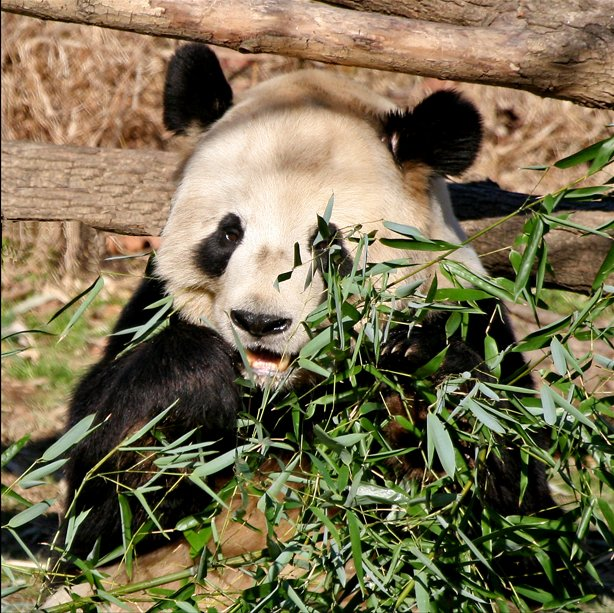
大熊猫“泰山”

园内的大熊猫共有三片室外活动区以及一个带有岩石假山和小瀑布以及游客观察区的室内馆。。
自从1972年首次引进中国的大熊猫玲玲和欣欣以来，大熊猫就成为了园内的明星动物之一。从2000年起，园内又向中国野生动物保护协会租借美香和添添两只大熊猫。他们将在动物园呆到2020年。2005年7月，美香产下一只幼崽，取名为泰山。2010年2月，泰山被送回到中国的碧峰峡大熊猫基地。2012年，美香又产下一胎，但6天后幼仔不幸夭折。2013年8月23日，美香又产下了幼崽宝宝，至今仍饲养在园内。2015年8月22日，美香再次生下了一胎，取名为贝贝。
动物园一度对大熊猫馆进行修缮，2019年2月23日完成装修对外亮相。

### 亚洲馆
2006年，动物园新设了亚洲动物馆区。除了大熊猫之外，该馆还有懒熊、渔猫、小熊猫、云豹、亚洲小爪水獭以及亚洲象等。在大熊猫馆隔壁，曾经养有日本大鲵，但2006年大鲵死亡后该区域被关闭。

### 大象馆
2008年春季，动物园开始为亚洲象建造新的场馆。耗资5200万美金的大象馆分为两部分，其中第一部分于2010年9月对外开放，内部带有两片围场，其中一个有戏水池，另外还有250英尺长的一条丛林步道供大象散步。在2013年，旧的大象馆关闭，亚洲象们搬入了新落成的场馆。

### 狐猴岛

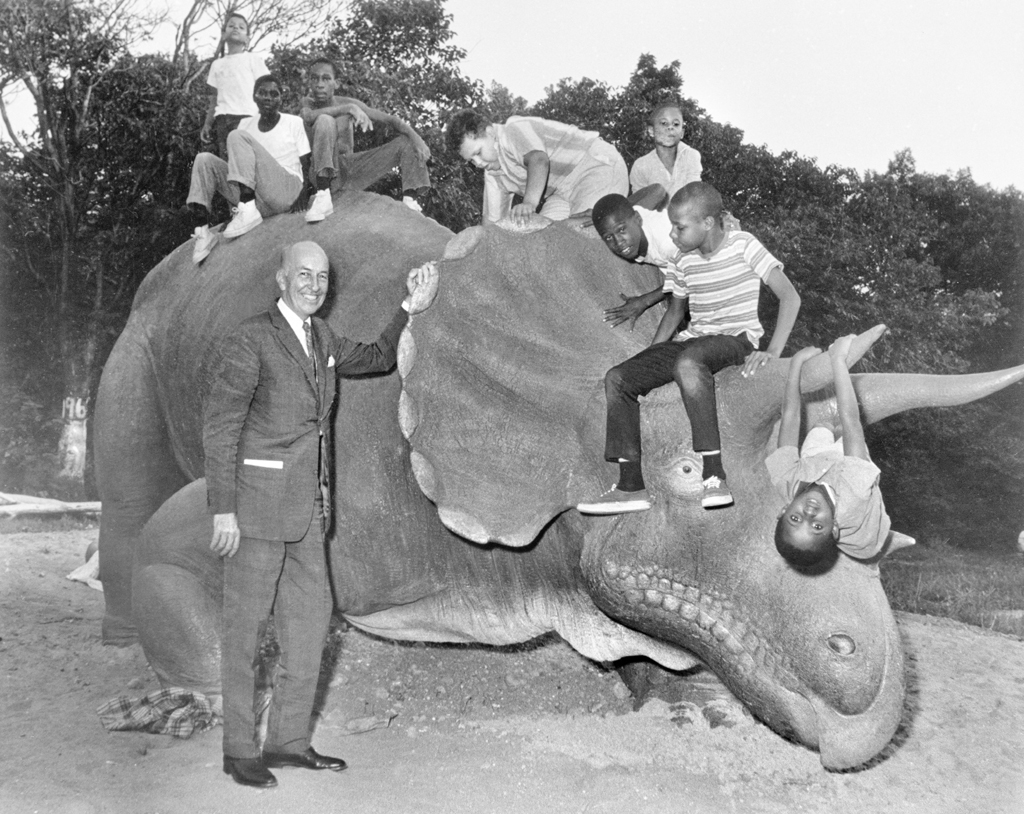
狐猴岛旁的三角龙造像“比兹利叔叔”

狐猴岛四面环水，养有环尾狐猴、红额狐猴和领狐猴。
比兹利叔叔是一个与原型等大尺寸的三角龙模型，原材料为玻璃纤维，最初是在1964年纽约世博会期间辛克莱尔石油公司用于展示企业形象的，现存放在狐猴岛附近。在1994年以前，比兹利叔叔一直放在华盛顿的国家广场的美国国立自然历史博物馆旁。

### 小型哺乳动物馆
小型哺乳动物馆内展示的动物有金狮狨、沙漠貓、縞獴、白面僧面猴、白头叶猴、懒吼猴、黑足鼬、毛尾鼠袋鼠、蹄兔、耳廓狐、大马岛猬、圆耳象鼩、狐獴、拉河三带犰狳、裸鼹鼠、长毛犰狳、小食蚁兽等小型哺乳动物。除了这些哺乳动物，馆内还养了一群德氏弯嘴犀鸟。
於館外則有展示白鼻浣熊、黑吼猴、紅頸袋鼠。

### 猩猩馆

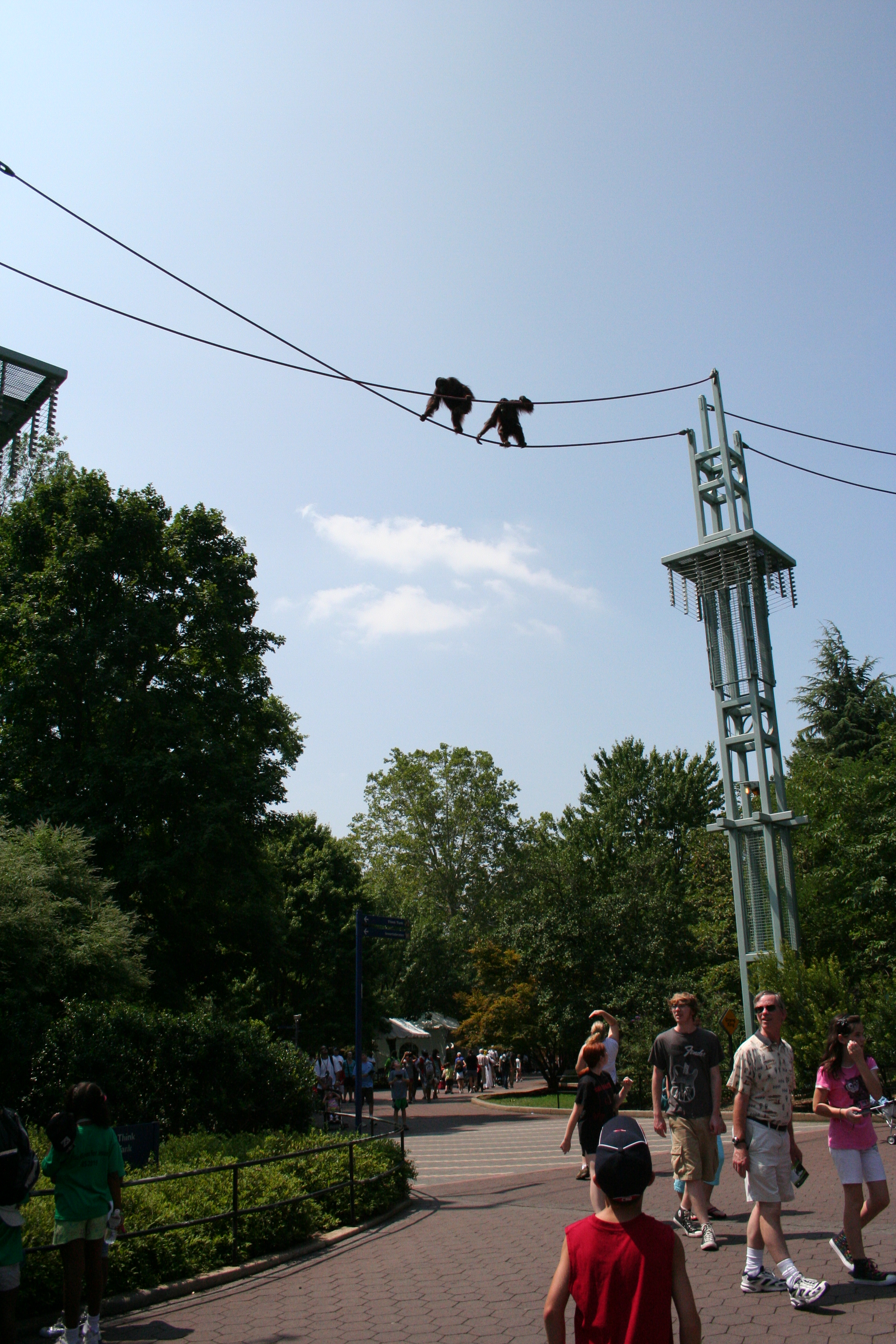
两只大猩猩正从游客头顶爬过

猩猩馆中有两个独立空间，分别养有七只红猩猩和六只西部低地大猩猩。红猩猩中又分为三只婆罗洲猩猩和四只杂交种红猩猩。红猩猩们可以通过高空的索道从大猩猩馆攀爬到附近的展示馆。

### 展示馆
展示馆（The Think Tank）是用来向游客展示动物们如何思考并适应生存环境的场馆，游客们可以在这里看到许多动物的生活习性及生存技巧。除了可以从猩猩馆沿着索道攀爬过来的红猩猩外，馆内还有褐鼠、陆寄居蟹、短肢猴和红尾猴等。

### 长臂猿馆
长臂猿馆中有两个种类的长臂猿：两只 白颊长臂猿和两只合趾猿。

### 猎豹保护站

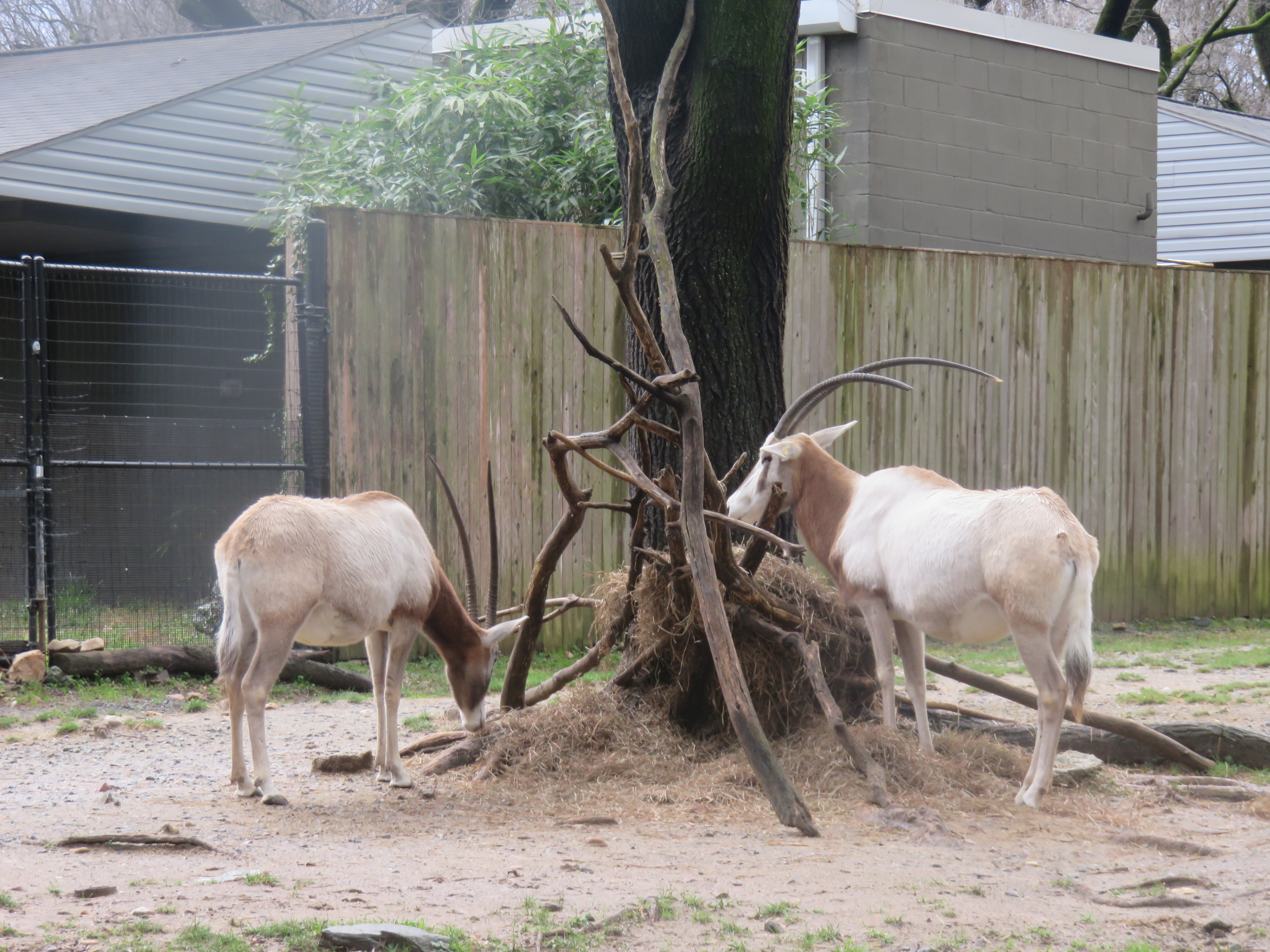
弯角剑羚

猎豹保护站是一个室外场馆。主要包括两片由围栏隔开的区域，分别养着两头南非猎豹和两匹细纹斑马、弯角剑羚、苍羚、黑白兀鹫、林羚、红河猪、鬃狼、尤金袋鼠、阿比西尼亚地犀鸟 和小旋角羚。

### 美洲馆
美洲馆内的动物包括：加州海狮、灰海豹、港海豹、美洲河狸、棕胁秋沙鸭、白头海雕、渡鸦、褐鵜鶘、灰狼。馆内的许多物种曾经都濒临灭绝，但经过生态保护专家的努力，其数量已经有了恢复。美洲馆最近一次装修结束后，在2012年夏天重新对外开放。

### 无脊椎动物馆
由于经费不足，原有的无脊椎动物馆在2014年6月22日永久性关闭。动物园计划今后在其他场馆中另设一个无脊椎动物展厅。另外在禽鸟馆，今后也会展示部分无脊椎动物。

### 亚马逊特色馆
这一南美主题的场馆主要展示了亚马逊河流域的特有动物种类。主要展示的动物包括：江魟、地图鱼、雙鬚骨舌魚、黄头侧颈龟、巨骨舌鱼、大盖巨脂鲤、纳氏臀点脂鲤、白耳伶猴、二趾树懒、日鳽、冠紅蠟嘴鵐、黄腰酋长鹂等。
亚马逊科学展馆地势较低。在这里游客可以看到动物学家在全球保护珍稀动物的努力成果。这些动物品种包括：巴拿马金蛙、非洲爪蟾、水生蚓螈、横带虎斑钝口螈、灰树蛙以及多种箭毒蛙。这里还有一个珊瑚馆，内有许多珊瑚种类与小丑鱼、海葵、雀尾螳螂虾、大斑躄魚等水族。
动物园筹集了10万美元，开设了“电鱼展示馆”，其中就有电鳗。

### 狮虎馆
2012年11月，一只名为Soyono的高龄老虎（19岁）由于患有大型猫科动物中常见的頸椎病，被实施了安乐死。
2013年8月，苏门答腊虎产下了两头幼虎。半年后，10岁的母狮Nababiep也连续在8小时内产下了三头幼狮，但其中一头不幸夭折。该馆还有短尾猫和狞猫的展馆。

### 爬行动物探索中心
该馆包括亚达伯拉象龟、射纹龟、蛛网陆龟、古巴鳄、恒河鳄、菲律宾鳄、东部靛蓝蛇、加蓬咝蝰、美国毒蜥、森蚺、缅甸蟒、绿树蟒、帝汶蟒、眼镜王蛇、铜头蝮、东部菱背响尾蛇、美洲大鲵、红背蝾螈、长尾蝾螈、鳄龟等。
在中心前后还分别有科莫多巨蜥、扬子鳄、马来长吻鳄以及美国短吻鳄。

### 禽鸟馆
2017年1月，禽鸟馆因改造为候鸟展馆而暂时关闭。在禽鸟馆的室外区养有以下动物：美洲鸵鸟，美洲红鹳，蓝鹤，美洲鹤，鸸鹋，南方鶴鴕，王鹫，美洲红鹮，玫瑰琵鷺，灰颈鹭鸨和夜鹭等。

### 儿童农场
儿童农场主要向幼童开放，内有羊驼、奥萨瓦岛猪、北美驴、海福特牛、荷尔斯泰因牛、尼日利亚矮奶山羊、努比亚山羊以及圣克利门蒂岛山羊。2011年，因财政预算紧张，动物园曾一度计划关闭该农场，但在收到保险机构的1400百万美元捐款后，该农场被保留了下来。

### 美洲野牛展馆
2014年8月30日，动物园为庆祝建园125周年，新设了美洲野牛展馆。该馆有两头母野牛，它们来自蒙大拿州东北部的美国草原保护区。

### 其他动物
园内其他比较珍贵的动物包括：眼镜熊（邻近亚马逊馆）、黑尾土拨鼠、普氏野马（邻近小型哺乳动物馆）和北美豪猪（靠近狮虎馆）。

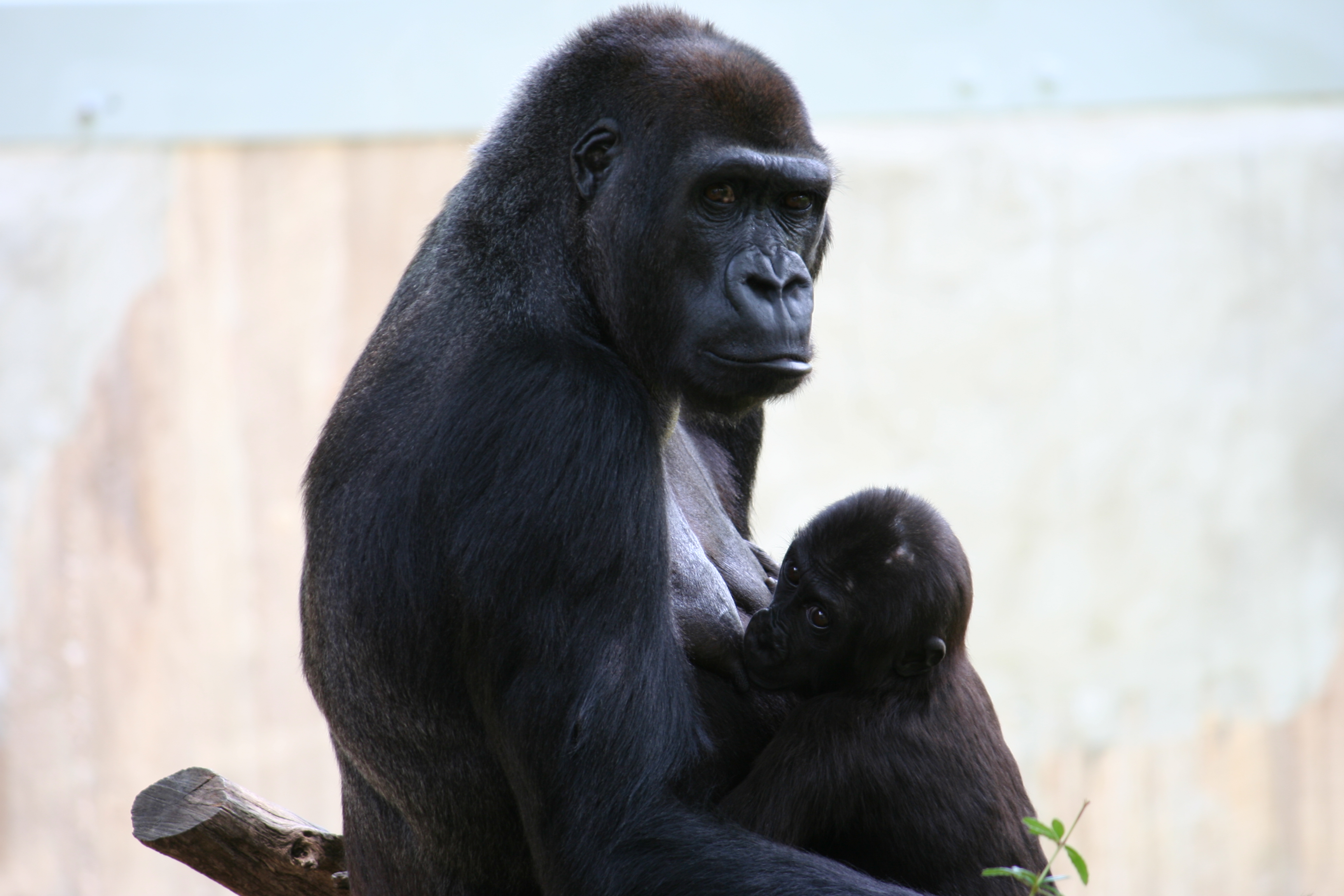
母子大猩猩
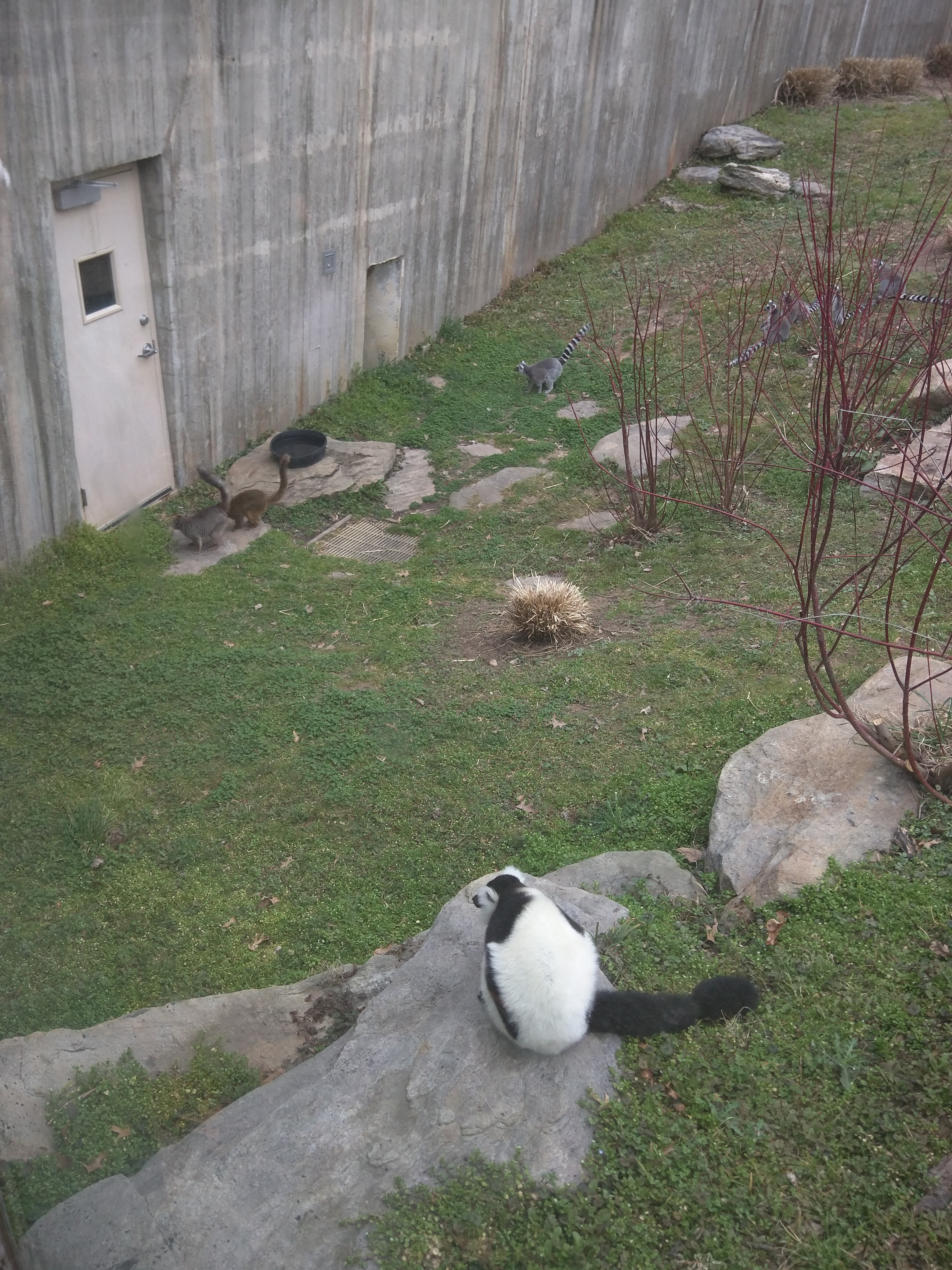
狐猴
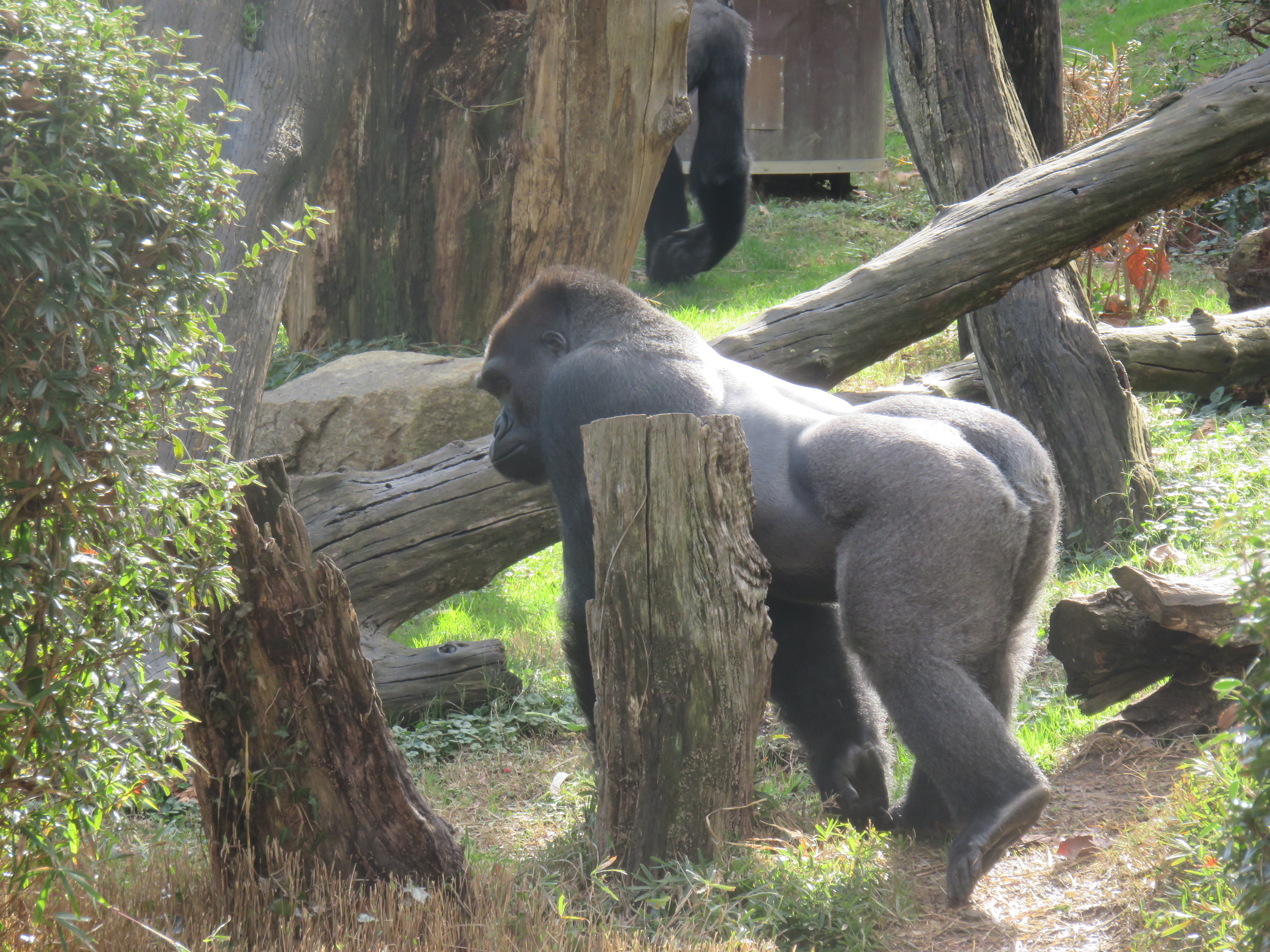
大猩猩
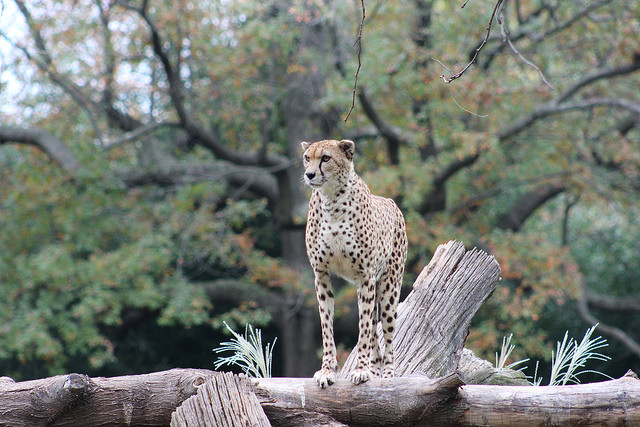
猎豹
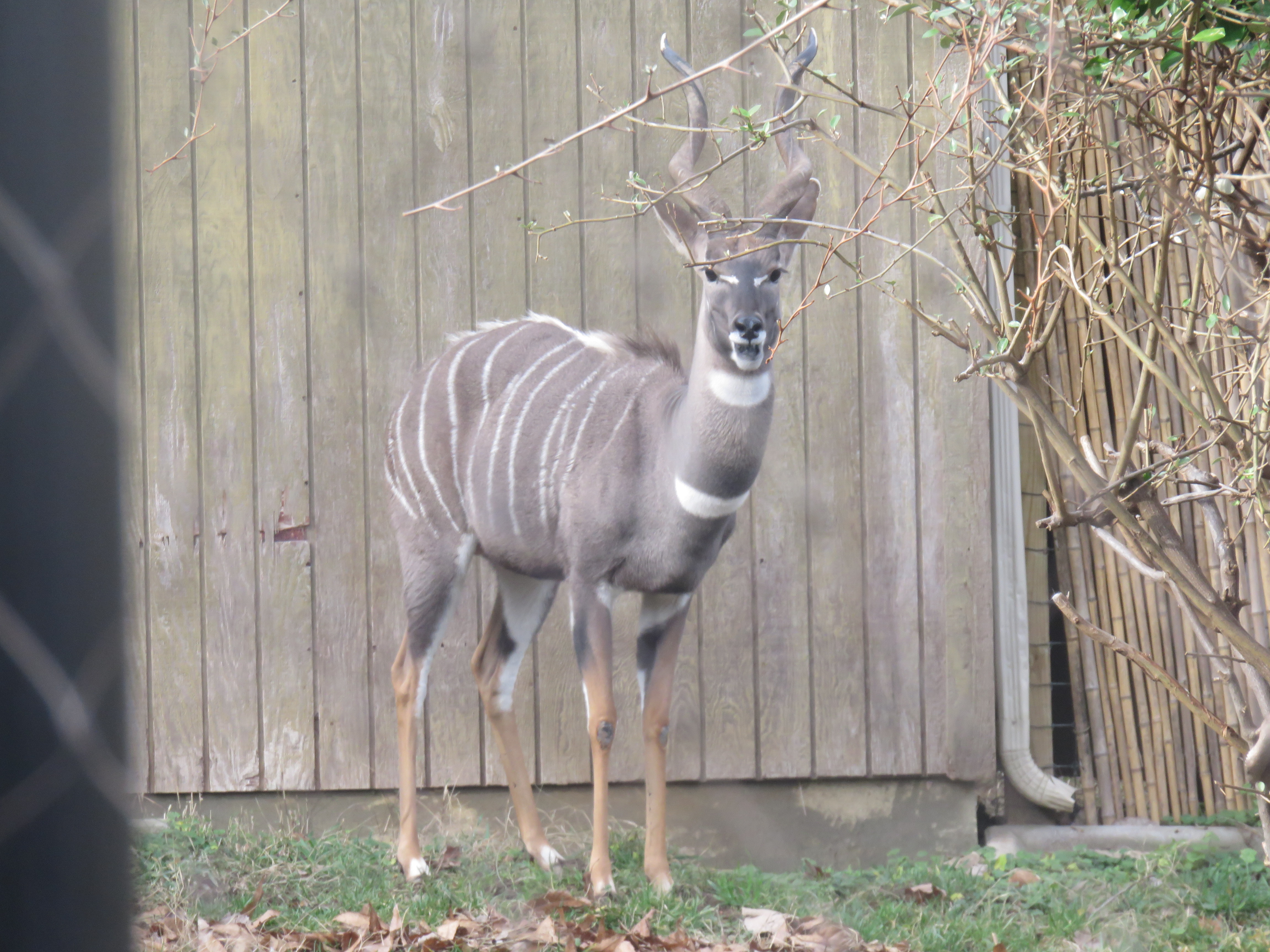
小旋角羚
科莫多巨蜥
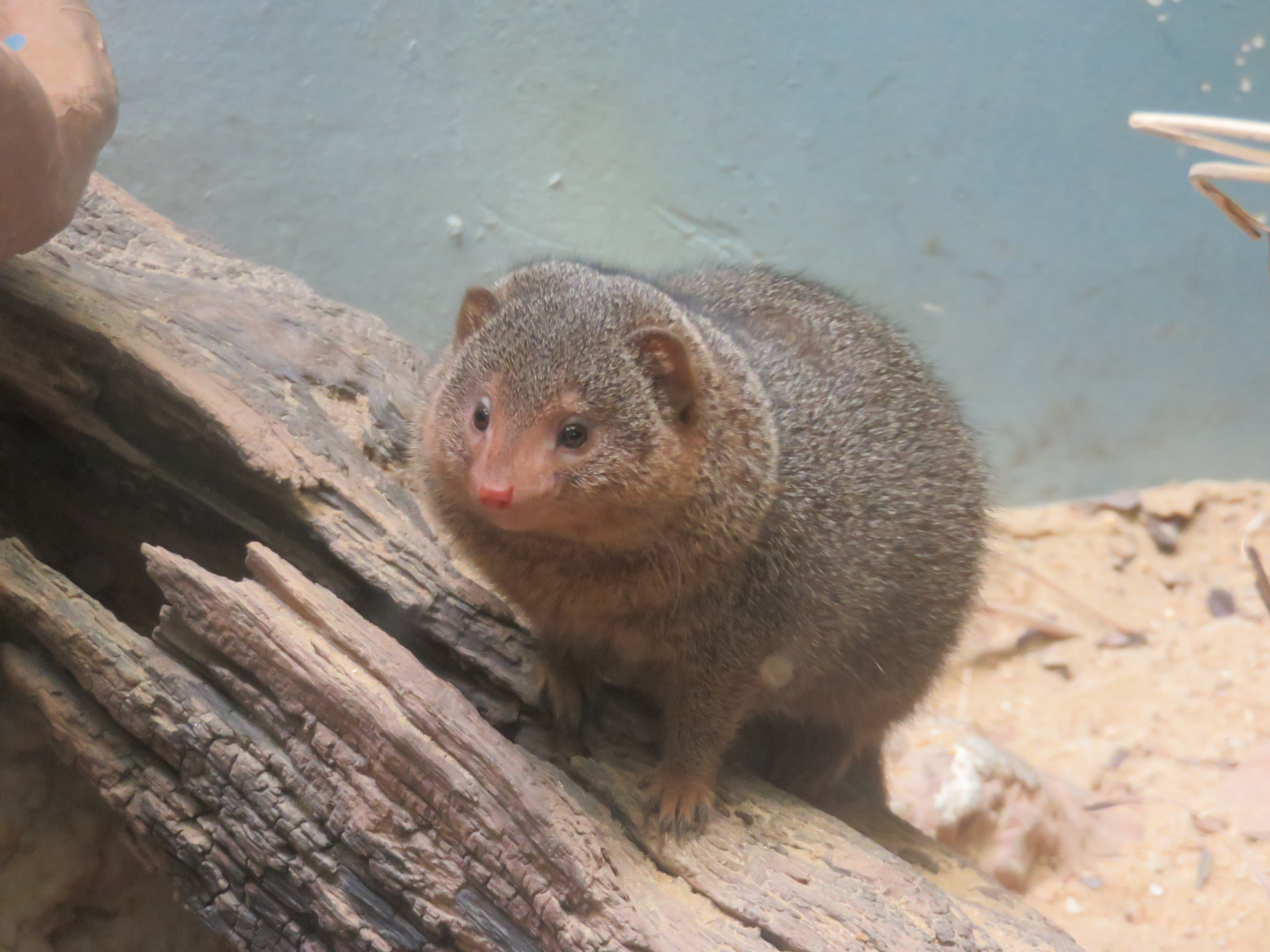
侏獴
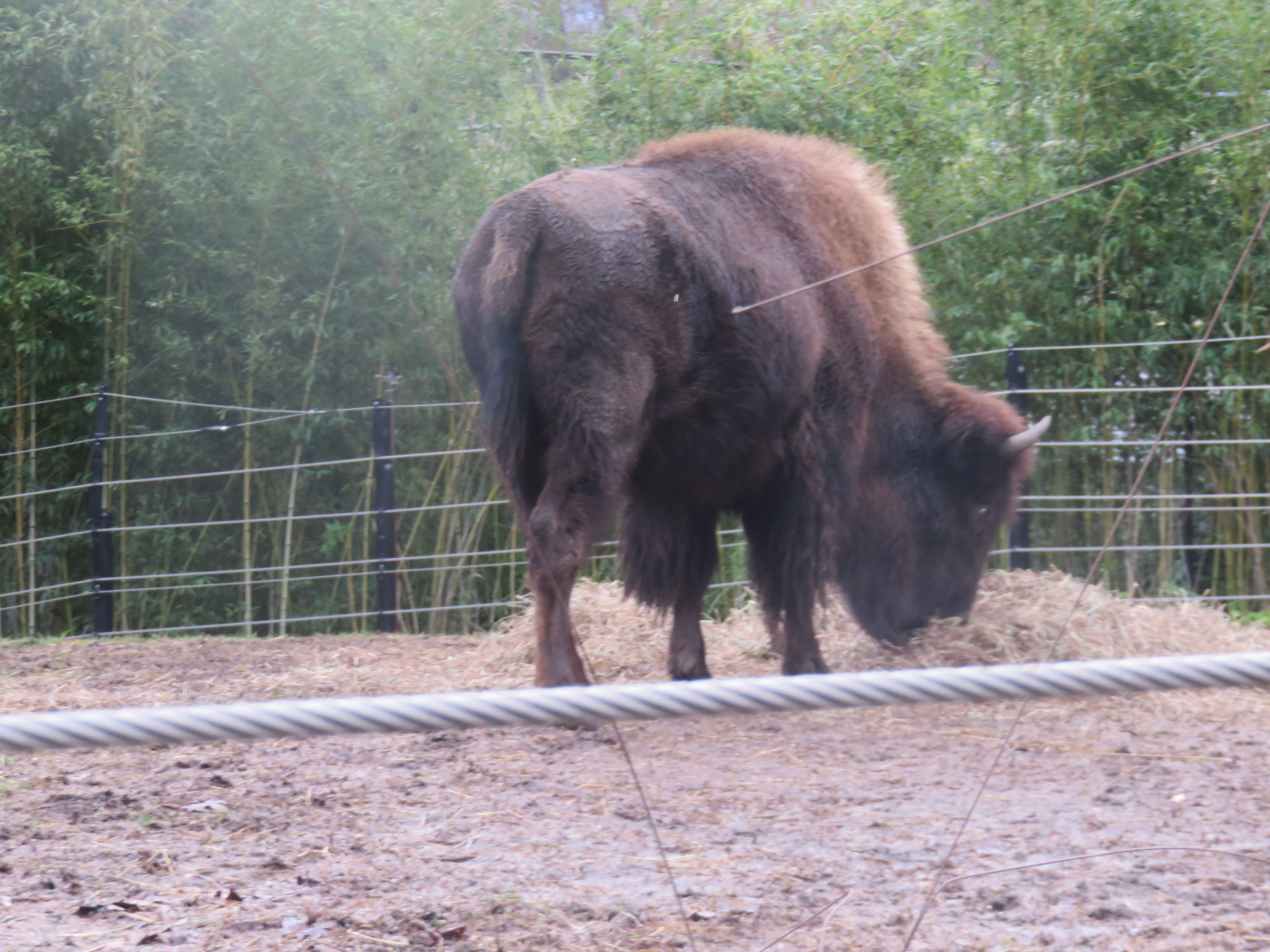
美洲野牛
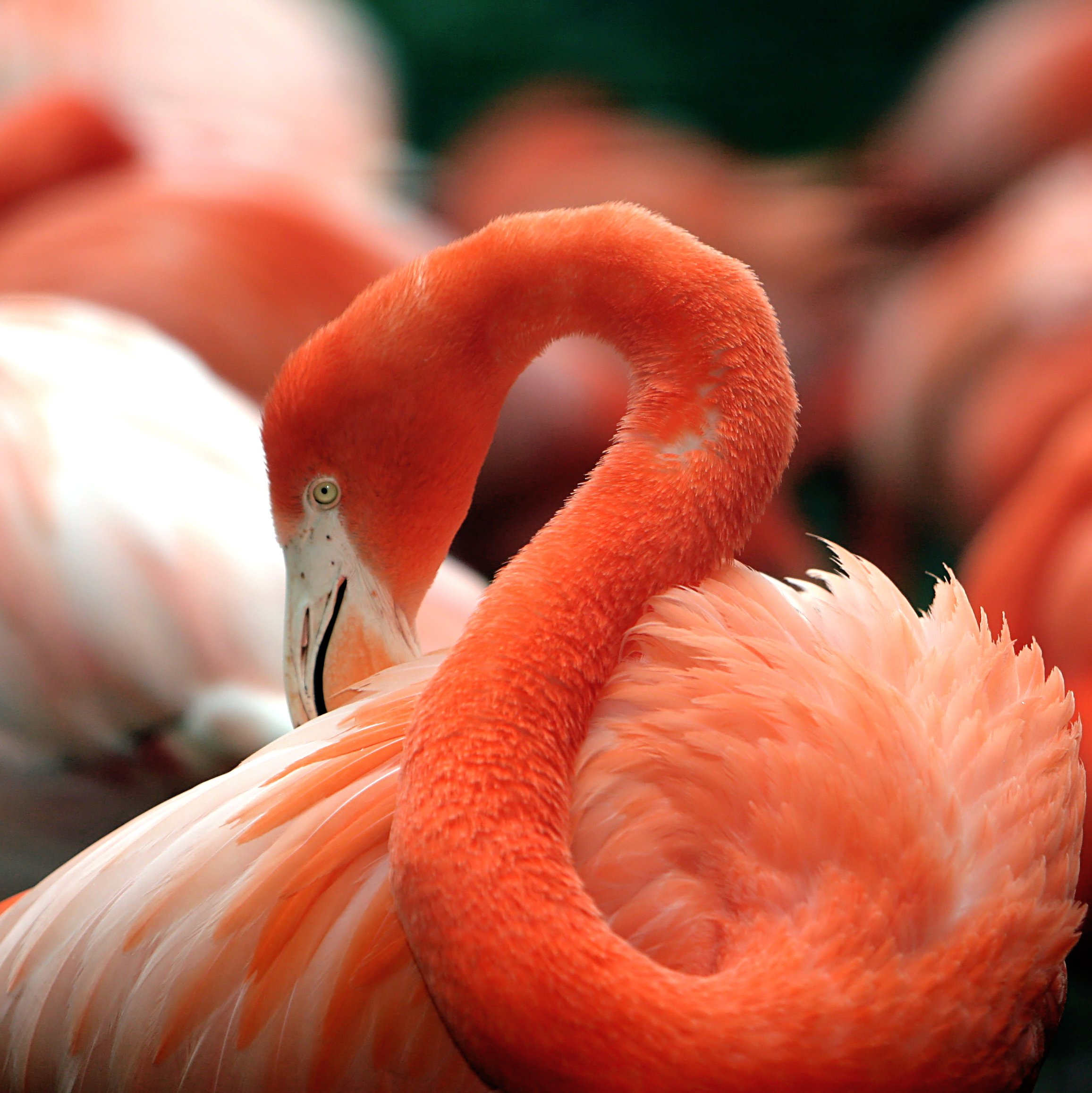
火烈鸟
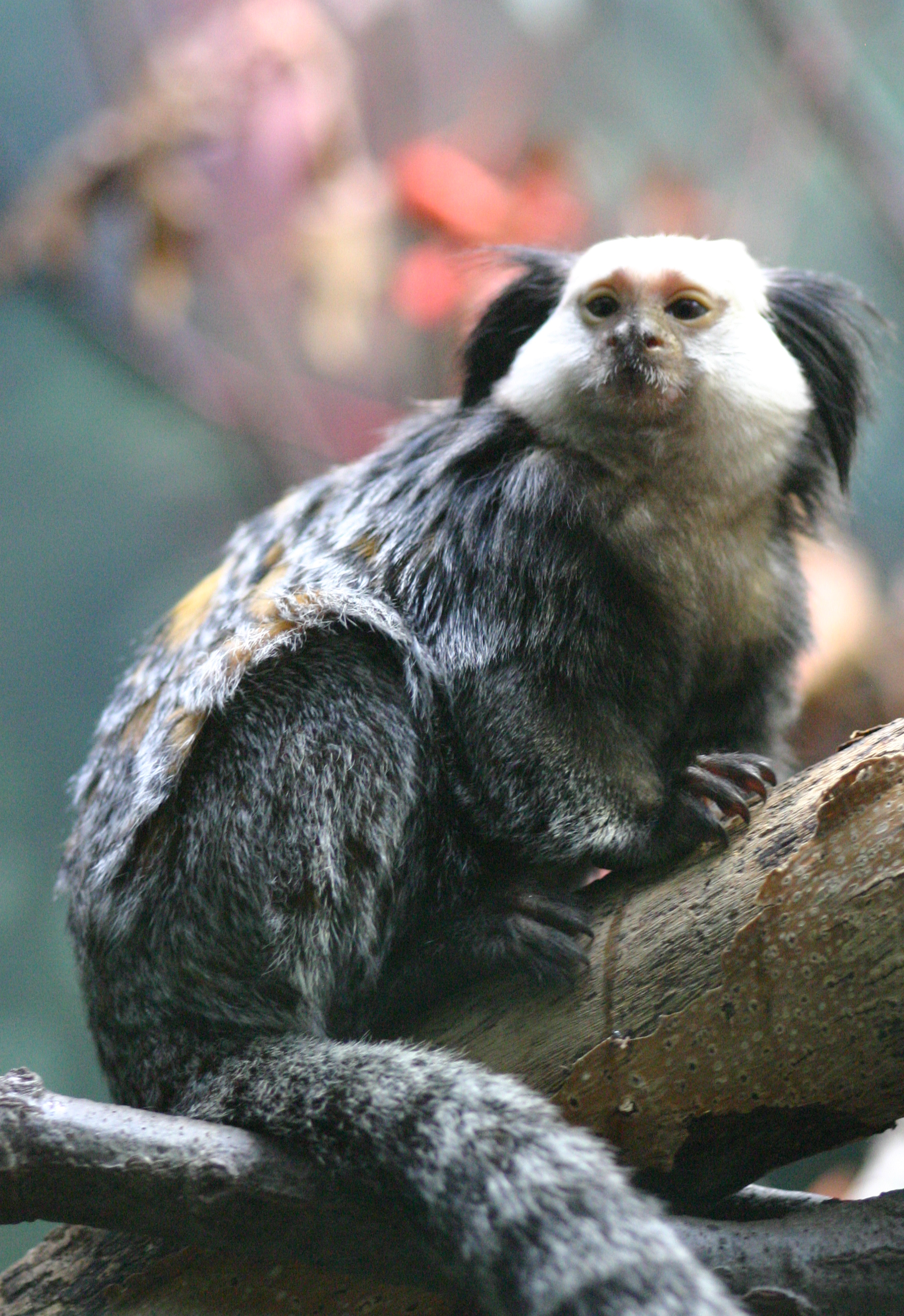
白头狨
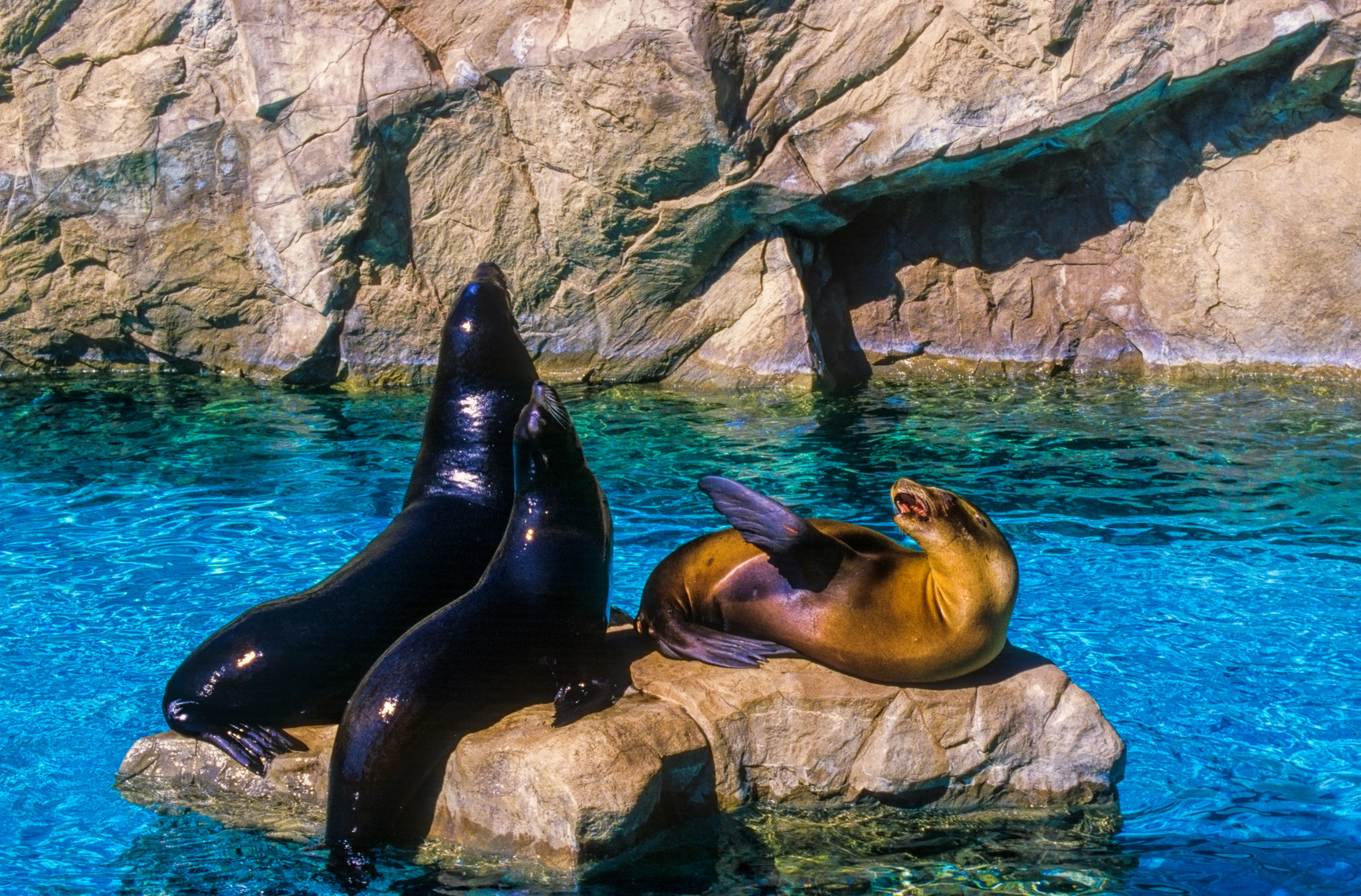
海豹
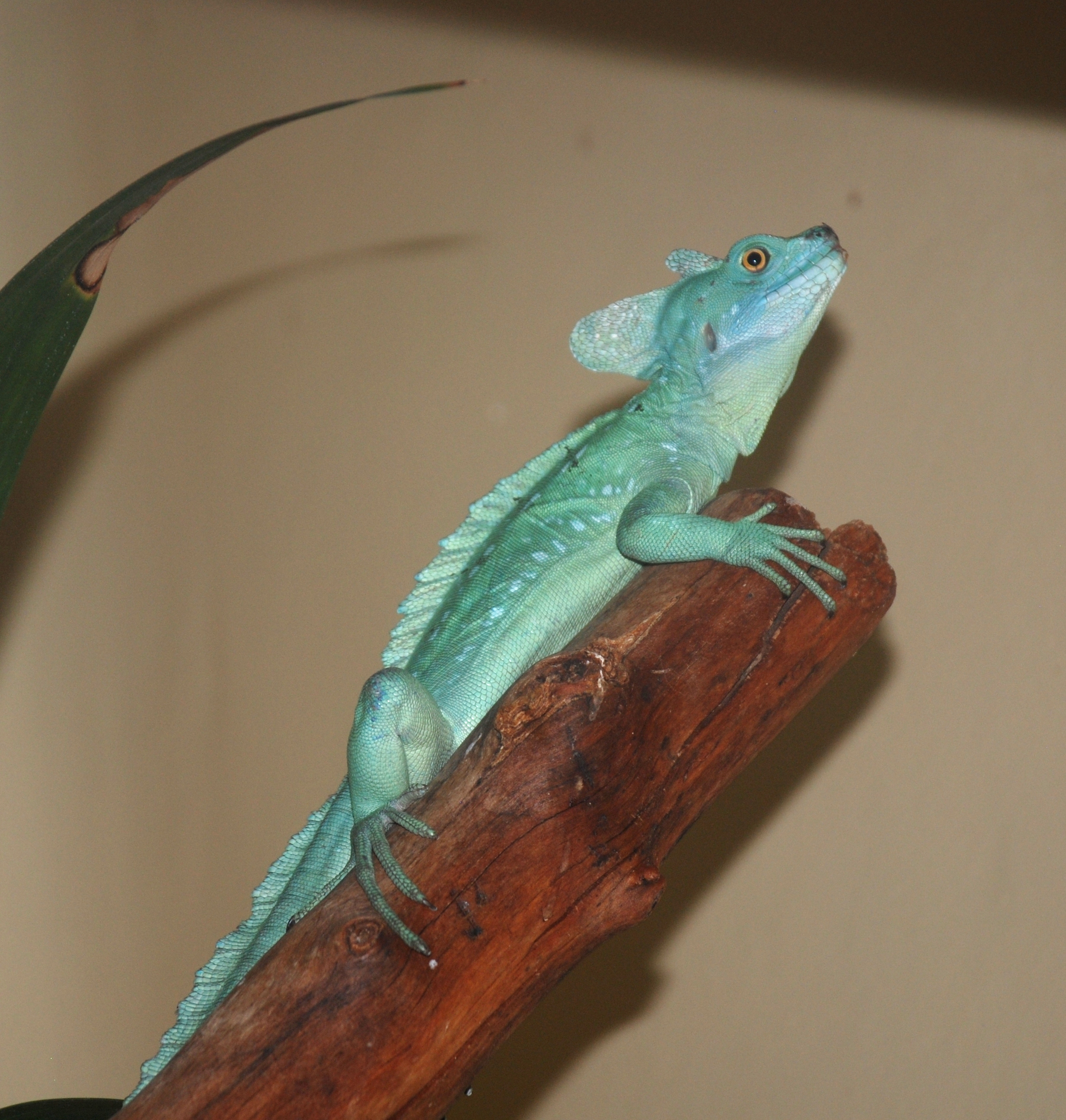
绿双冠蜥

## 明星动物

### 斯莫基熊

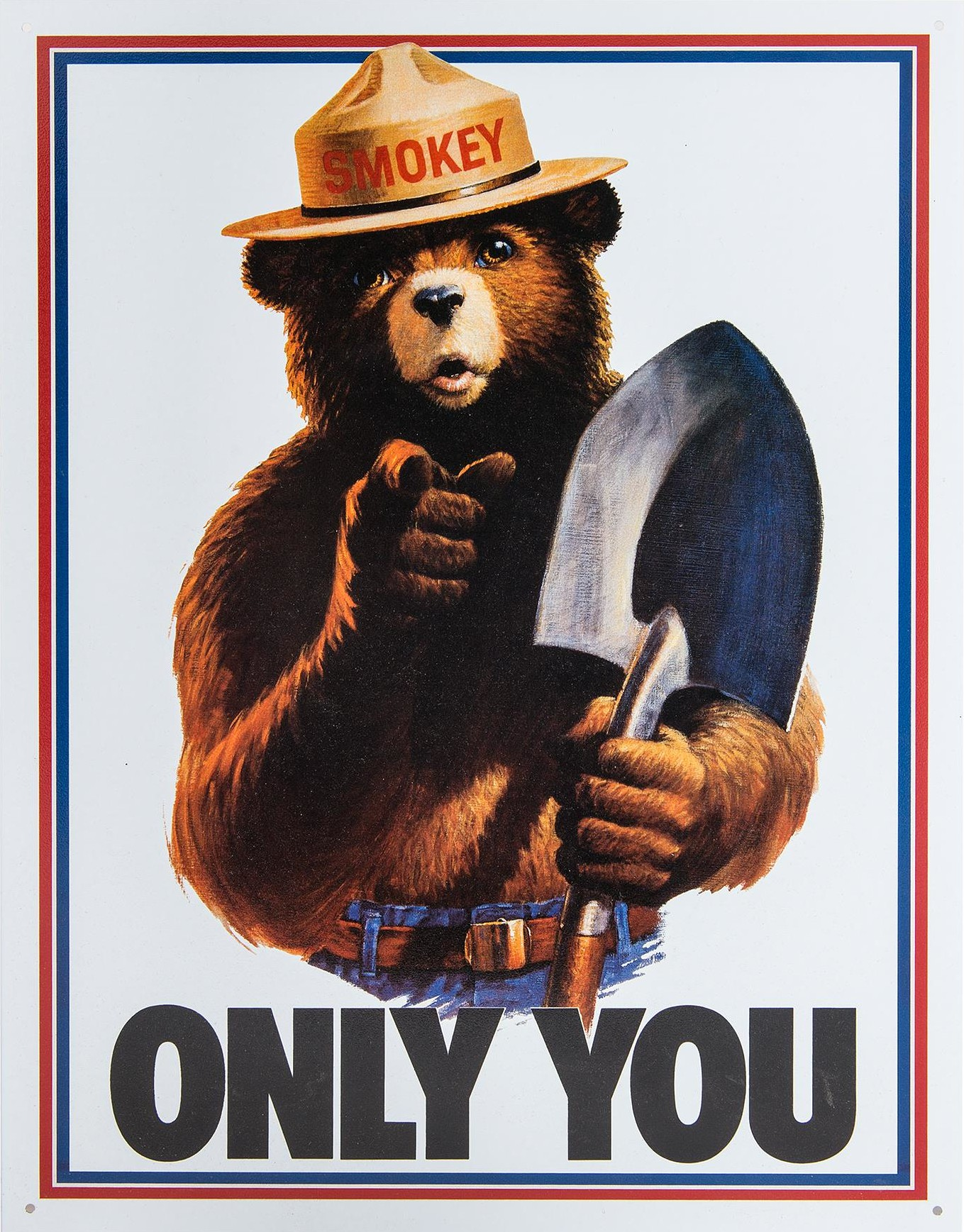
斯莫基熊——美国森林防火的形象大使

斯莫基熊可能是国家动物园内最有名的动物。1950年，人们将一只在森林火灾中幸存的黑熊幼仔送到国家动物园收养。它在动物园一直住到1976年死去。几十年来，他作为森林防火工作的象征，接待了数百万的参观者，连美国邮政局都特地为它开设专用的邮政编码，用于接收每周13000封写给这位“森林防火形象大使”的邮件。园方曾经安排斯莫基熊与一头名叫Goldie的熊“婚配”，希望他能留下后代以继续代表斯莫基熊的品牌形象。但这对熊夫妻没能够成功生育幼熊，于是动物园将一只幼熊命名为“小斯莫基”，并安排在一起生活，并幽默地宣称熊夫妇“收养”了小熊。1975年，动物园还组织了正式的退休仪式，宣布第一代斯莫基熊退役，而小熊被取名为“斯莫基熊二世”，继续担任森林防火形象大使。当老斯莫基熊死后，《华盛顿邮报》还郑重其事地刊登了讣告，称赞这位来自新墨西哥的“居民”长年在华盛顿特区为政府服役的辛勤贡献。。

### 大熊猫
1972年2月，中国政府向结束了中美破冰之旅的尼克松总统赠送了两只大熊猫“玲玲”和“欣欣”，中美“熊猫外交”从此翻开了全新的一页。同年4月，经第一夫人帕特·尼克松的安排，“玲玲”和“欣欣”成为了国家动物园的镇园之宝，这一对美洲大陆上最早的大熊猫更是成为了美国家喻户晓的明星动物。 20年后，玲玲因衰老死于1992年，而欣欣死于1999年。遗憾的是，这对夫妻虽然生育了5只大熊猫幼崽，但都早夭。
2000年，中国大陆政府又以租借方式向美国输送了一对大熊猫美香和添添。这次租借以十年为期，据称租借费用约为1000万美元。2011年1月，中美双方又将租借协议延长了五年。
美香不辱使命，在动物园期间成功生育了多胎幼仔。2015年9月25日，美国第一夫人米歇尔·奥巴马邀请中国国家主席夫人彭丽媛参观国家动物园的大熊猫馆，并为不久前美香产下的熊猫宝宝取名为“贝贝”。

## 各类互动活动
动物园与动物园之友每年会组织举办多个募捐活动和免费活动，以满足动物园的营运需要和公众服务功能。
- Woo at the Zoo – 游客可以在情人节这一天与园内动物专家们讨论动物的生活习性、求偶、繁殖等知识。所有收益都会用于增进动物的福利。
- 地球日 – 庆祝地球日的活动。游客会了解到许多保护地球环境的良好生活方式的知识。
- 复活节周一 – 復活節星期一是华盛顿特区的传统节日活动之一。在这一天，动物园门票免费，上千个家庭将参观动物园并分享动物的知识。在艾森豪威尔总统任期之前，华盛顿地区的黑人儿童都无法参加白宫的复活节滚彩蛋活动，为了弥补这一遗憾，动物园设立了这一活动。
- Zoofari – 气氛轻松的露天酒会。华盛顿地区的100家优质餐馆会派厨师到现场提供餐饮服务。
- Snore and Roar – 动物园之友组织家庭和个人在动物园内用帐篷过夜。园内专家会带领游客参观夜间活动的动物。该活动每年在6月至9月期间举办。
- 动物园酿酒节 – 游客可以在园内体验酿造啤酒的经过。
- ZooFiesta – 动物园之友组织每年一度庆祝“拉丁文化遗产月”。游客可以观赏动物巡游、拉丁音乐、舞蹈，并享用传统拉丁美洲食品。

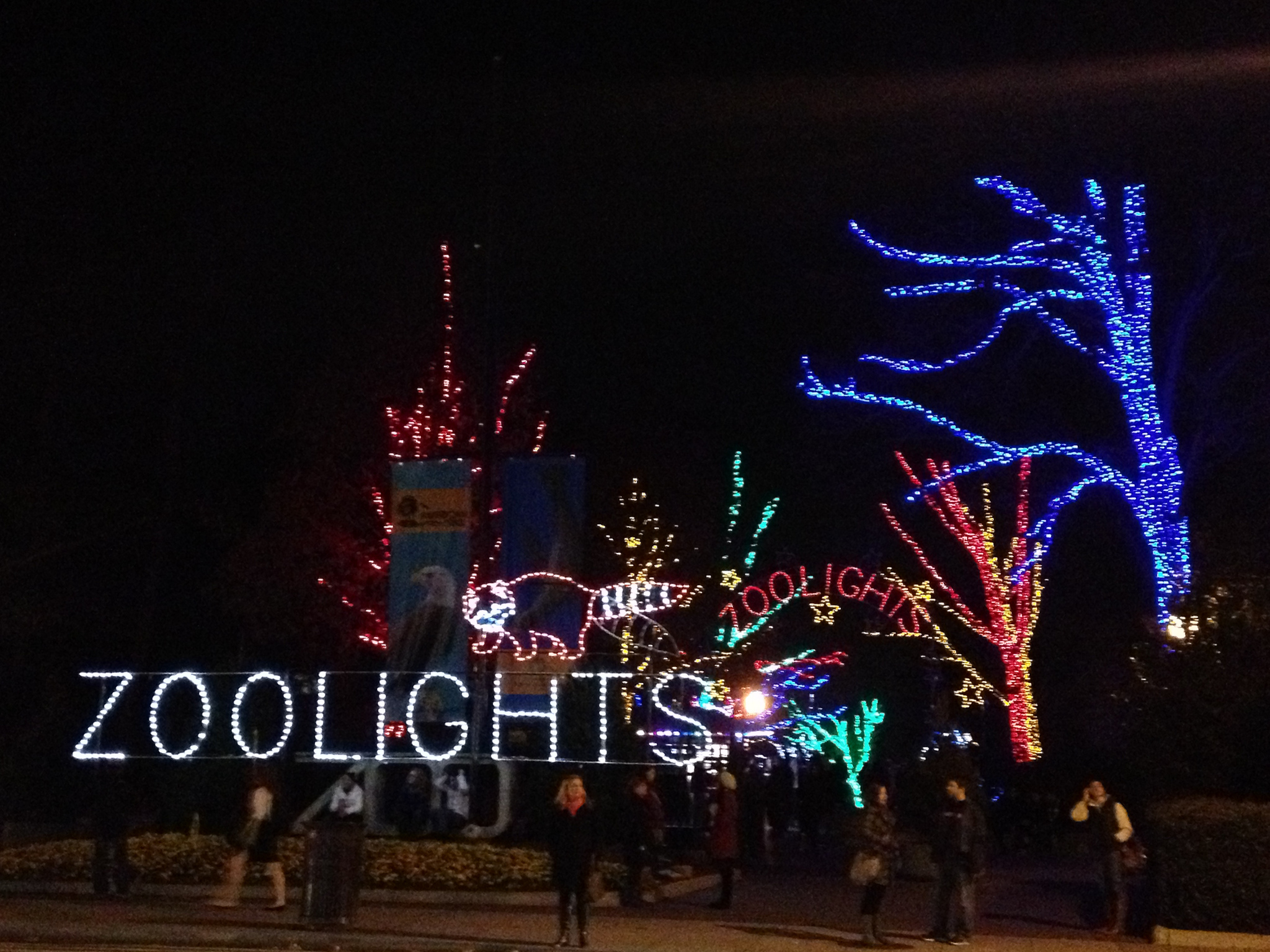
动物园开放的夜间游园

- Rock-N-Roar – 音乐节活动，提供饮料食品以及野生动物的参观。
- 史密森尼生物保护研究所八月保护节 – 游客与动物专家们交流动物保护和环境保护的知识。
- Boo at the Zoo – 带有2岁到12岁儿童的家庭可以参与“不给糖果就捣蛋”的游戏节目。
- 动物园之光 – 动物园冬季庆祝活动。游客可以在夜间观赏到美轮美奂的动物形状的灯管及动漫形象。

## 国家动物园之友
国家动物园之友（FONZ），是动物园爱好者的组织，成立于1958年。该组织成员可以享受免费停车、园内折扣优惠以及动物园定期出版物的寄送服务等。该组织约有40000名成员，主要来自华盛顿特区，另外还有1000余名志愿者为组织服务。

## 史密森尼生物保护研究所
2010年，史密森尼学会成立了史密森尼生物保护研究所，从事珍稀物种的保护以及相应人才的培训教育。该机构位于弗吉尼亚州弗兰特罗亚尔，其前身为国家动物园保护及研究中心。
研究所下设六个中心：
- 保护生态学中心：恢复及保持地球上各类水生或陆生的生物物种所赖以生存的生态系统。
- 候鸟中心：研究热带鸣禽和湿地鸟类、鸟类传染病、城市及郊区鸟类的环境危机等。
- 物种保留中心：研究生殖生理学、 内分泌学、 低温生物学、 植物发育生物学、动物行为学、野生动物毒理学以及辅助生殖技术，旨在加强野生物种的自我繁殖能力。
- 保护与进化遗传学中心：通过基因学研究生物多样性的保护，关注动物的基因控制、非侵入性染色体分析、生物系统学、疾病诊断及动态分析、对动物园内动物进行基因治疗等。
- 保护教育与可持续性中心：传授地球生物多样性的知识、理念、实践经验，协助科研人员、企业、工厂更注重环境保护，注重对下一代生物保护人才的培养。
- 野生动物健康与畜牧科研中心：关注园内动物的生理及心理健康。

## 事件
- 2002年，动物园首席兽医苏赞穆雷博士被指控在电脑软件上删改粉饰动物的医疗记录[50]。 穆雷医生辩解称“所使用的软件并非法律文书，而更接近于一个方便保存分享重要信息的工具"[51]。 美国兽医协会（American Veterinary Medical Association）为此发表声明，批评这位兽医的做法欠妥，“未经任何雇主的明确同意，兽医都不应当随意删除、复制或使用医疗记录。” [52]。
- 2003年1月，一只小熊猫因为误食了工作人员埋在馆内的老鼠药而被毒死。尽管动物园作为联邦下属机构享有一定的豁免权，但华盛顿特区政府仍就此事对其开出了罚单[53]。
- 2003年7月，一头白头海雕离奇死亡[54]。事后动物园管理者声称“凶手”是一匹红狐[55]。
- 2005年，工作人员在关闭展馆时，不慎压死了一只三岁大的黑猴。这也是当月发生在动物园里的第三起动物非正常死亡事件[56]。
- 2005年1月，美国国家科学院历经两年调查，发表了有关国家动物园动物管理的最终报告。由多名外部兽医及科学家组成的调查小组核实了1999年至2003年期间74%的大型哺乳动物的死亡原因。报告指出：“在大多数死亡案例中，动物们在其生前都得到了充分的照顾。受公众关注的动物死亡事件中，并没有发现国家动物园存在更大范围的管理上的漏洞或问题。” [57]。但动物园确实也存在经费短缺、设施老化等问题。此后，动物园也增加了一位首席病理学家和多位兽医以更好地照顾园内的动物[58]。
- 2006年1月，亚洲象托尼在忍受了长期病痛后，被施以安乐死。动物保护组织批评动物园没有为它提供充分的照顾和关怀，因此导致了大象的最后死亡[59]。
- 2006年12月，亚洲馆的一头云豹因围栏不够牢固，而成功“越狱”[59]。

## 脚注
1. ↑  . ghostsofdc.org. Ghosts of D.C. 2012-04-12  [2012-05-25]. （原始内容存档于2014-10-29）.
2. 1 2 3  . nationalzoo.si.edu. National Zoological Park.   [2012-05-25]. （原始内容存档于2011-07-31）.
3. 1 2 3  . nationalzoo.si.edu. National Zoological Park.   [2007-07-13]. （原始内容存档于2007-06-11）.
4. ↑  . Smithsonian Institution.   [2020-11-29]. （原始内容存档于2018-06-23） （英语）.
5. ↑  . aza.org. AZA.   [May 25, 2012].
6. ↑  . nationalzoo.si.edu. National Zoological Park.   [2012-05-25]. （原始内容存档于2012-05-26）.
7. ↑  . nationalzoo.si.edu. National Zoological Park.   [2012-05-25]. （原始内容存档于2012-06-01）.
8. 1 2 3 4 5  . si.edu.   [2017-03-07]. （原始内容存档于2014-08-20）.
9. ↑  . si.edu.   [2017-03-07]. （原始内容存档于2016-07-27）.
10. ↑  . nationalzoo.si.edu. National Zoological Park.   [2012-05-25]. （原始内容存档于2020-10-01）.
11. 1 2  . Smithsonian Institution Archives.   [2017-03-07]. （原始内容存档于2014-11-11）.
12. 1 2 3 4 5 6 7 8  . nationalzoo.si.edu. National Zoological Park.   [2012-05-25]. （原始内容存档于2016-07-27）.
13. ↑  Anderson, H. Allen. . h-net.msu.edu. H-net Online. August 2000  [2012-05-25]. （原始内容存档于2012-03-06）.
14. ↑  .   [2017-03-07]. （原始内容存档于2017-02-06）.
15. ↑  .   [2017-03-14]. （原始内容存档于2021-04-23）.
16. ↑  . Washington City Paper.   [2016-11-09]. （原始内容存档于2020-06-30）.
17. ↑  Dazio, Stefanie E.; Ruane, Michael E. . The Washington Post. 2013-08-28  [2017-03-07]. （原始内容存档于2013-08-28）.
18. ↑  .   [2019-02-24]. （原始内容存档于2019-06-09）.
19. ↑  .   [2017-03-07]. （原始内容存档于2021-03-08）.
20. ↑  Ruane, Michael E. . washingtonpost.com (The Washington Post). 2010-09-03  [2012-05-26]. （原始内容存档于2019-09-05）.
21. ↑  . nationalzoo.si.edu. Smithsonian Institution.   [2013-03-06]. （原始内容存档于2013-03-07）.
22. ↑  Barron, Christina. . The Washington Post. 2013-03-26  [2017-03-07]. （原始内容存档于2013-10-29）.
23. ↑  (1) . Smithsonian National Zoological Park. Lemur Conservation Network. 2015  [2016-08-05]. （原始内容存档于2021-02-25）. The Smithsonian’s National Zoo currently houses four species of lemurs: black-and-white ruffed lemurs (Varecia variegate), ring-tailed lemurs (Lemur catta) and red-fronted lemurs (Eulemur rufus) in their mixed species Lemur Island exhibit, ... .
(2). Meet Our Animals. Washington, D.C.: Smithsonian National Zoological Park.   [2016-07-01]. （原始内容存档于2016-06-29）. Three lemur species live at the Zoo. Ring-tailed lemurs and a pair of red-fronted lemurs live on Lemur Island. ... .
(3)  (PDF). Washington, D.C.: Smithsonian National Zoological Park.   [2016-07-01]. （原始内容存档 (PDF)于2015-05-07）.
24. ↑  (1)  Goode, James M. . The Outdoor Sculpture of Washington, D.C.: A Comprehensive Historical Guide (Washington, D.C.: Smithsonian Institution Press). 1974: 260  [2016-07-04]. ISBN 9780881032338. OCLC 2610663. （原始内容存档于2017-06-12）. This 25-foot long replica of a Triceratops ... was placed on the National Mall in 1967. ...
早在1960年代，纽约的美国自然历史博物馆和麻省皮博迪博物馆的古生物学家巴能布朗和约翰奥斯川姆设计了九头恐龙的等身大模型。之后雕刻家用玻璃纤维材料制作了这些模型，并在1964年纽约世博会上展示于辛克莱尔公司的展位。辛克莱尔公司的商标就是恐龙，因此它们赞助生产并在世博会后也将恐龙模型在美国东部巡回展览。1967年，这九头恐龙模型分别被赠送给美国的各家博物馆。. Art at the National Zoo. Washington, D.C.: Smithsonian National Zoological Park.   [2016-07-01]. （原始内容存档于2007-06-12）.
25. ↑  .   [2017-03-07]. （原始内容存档于2021-04-20）.
26. ↑  .   [2017-03-07]. （原始内容存档于2021-04-21）.
27. ↑  .   [2017-03-07]. （原始内容存档于2021-04-07）.
28. ↑  .   [2014-06-23]. （原始内容存档于2014-06-20）.
29. 1 2  . Smithsonian National Zoological Park.   [2016-12-05].
30. ↑  .   [2017-03-07]. （原始内容存档于2021-02-26）.
31. ↑  . Smithsonian National Zoological Park.   [2017-02-04]. （原始内容存档于2019-06-08）.
32. ↑  Weil, Martin. . The Washington Post. 2012-11-25  [2012-11-26]. （原始内容存档于2020-05-26）.
33. ↑  . si.edu.   [2017-03-07]. （原始内容存档于2016-08-10）.
34. ↑  .   [2017-03-07]. （原始内容存档于2021-04-23）.
35. ↑  Jennifer Doren. . NBC 4 Washington. 2011-07-20  [2015-06-17]. （原始内容存档于2019-06-06）.
36. ↑  Ileana Najarro. . The Washington Post. 2014-08-27  [2015-02-23]. （原始内容存档于2020-03-30）. 参数|newspaper=与模板{{cite web}}不匹配（建议改用{{cite news}}或|website=） (帮助)
37. ↑  Kitson Jazynka. . The Washington Post. 2014-09-02  [2015-02-23]. （原始内容存档于2020-08-11）. 参数|newspaper=与模板{{cite web}}不匹配（建议改用{{cite news}}或|website=） (帮助)
38. ↑  .   [2017-03-07]. （原始内容存档于2021-05-01）.
39. 1 2  Bennicoff, Tad. . blog.photography.si.edu. Smithsonian Institution Archives. 2010-05-27  [2012-05-26]. （原始内容存档于2010-06-08）.
40. ↑  Kelly, John. . washingtonpost.com (Washington Post). 2010-04-25  [2017-03-07]. （原始内容存档于2019-09-10）.
41. ↑  Byron, Jimmy. . nixonfoundation.org. Richard Nixon Foundation. 2011-02-01  [2012-05-26]. （原始内容存档于2012-03-06）.
42. ↑  Bennefield, Robin M. . animal.discovery.com. Discovery Communications, LLC. 1972-04-16  [2012-05-26]. （原始内容存档于2012-10-07）.
43. ↑  Handwerk, Brian. . nationalgeographic.com. National Geographic News. 2001-01-09  [2012-05-26]. （原始内容存档于2016-03-03）.
44. ↑  . 人民网. 2015年9月25日  [2017年3月4日]. （原始内容存档于2020年8月1日）.
45. ↑  . nationalzoo.si.edu. National Zoological Park.   [2012-05-25]. （原始内容存档于2016-08-26）.
46. ↑  . nationalzoo.si.edu. National Zoological Park.   [2012-05-25]. （原始内容存档于2012-06-01）.
47. ↑  . nationalzoo.si.edu. National Zoological Park.   [2012-05-25]. （原始内容存档于2012-04-15）.
48. ↑  . nationalzoo.si.edu. National Zoological Park.   [2012-05-25]. （原始内容存档于2012-05-13）.
49. 1 2  . nationalzoo.si.edu. National Zoological Park.   [2012-05-25]. （原始内容存档于2016-08-26）.
50. ↑  . washingtonpost.com (The Washington Post).   [2012-05-26]. （原始内容存档于2020-12-18）.
51. ↑  . washingtonpost.com (The Washington Post).   [2012-05-26]. （原始内容存档于2020-12-18）.
52. ↑  . avma.org. American Veterinary Medical Association.   [2012-05-26]. （原始内容存档于2012-05-10）.
53. ↑  Pegg, J.R. . cbsnews.com (CBS News). 2004-02-26  [2012-05-25]. （原始内容存档于2021-02-25）.
54. ↑  Strauss, Valerie. . pqasb.pqarchiver.com (The Washington Post). 2003-07-06  [2007-03-29]. （原始内容存档于2013-03-11）.
55. ↑  Witte, Griff. . The Washington Post. 2003-07-19  [2007-03-29]. （原始内容存档于2019-06-10）.
56. ↑  . wtopnews.com. WTOP News. 2005-03-31  [2012-05-25]. （原始内容存档于2013-02-09）.
57. ↑   (PDF).   [2017-03-07]. （原始内容存档 (PDF)于2005-05-16）.
58. ↑  . cbsnews.com (CBS News). 2004-02-25  [2008-06-10]. （原始内容存档于2012-10-26）.
59. 1 2  Wilgoren, Debbi. . washingtonpost.com (The Washington Post). 2006-12-23  [2010-05-23]. （原始内容存档于2019-06-11）.